# Мали источни Киклади
Мали источни Киклади су група малих острва у западном Егеју. Острва се налзе у источном делу острвља Киклада. Ова острва налазе се између већих и значајнијих острва Наксоса, Миконоса и Иоса. Већа острва су насељена.

Овој групи острва припадају:
- Антикерос
- Гларос
- Донуза
- Епано Куфонизи
- Ираклија
- Като Куфонизи
- Керос
- Като Антикери
- Схинуза